# Stazione di Coimo
La stazione di Coimo della Società Subalpina Imprese Ferroviarie (SSIF) è una fermata ferroviaria della ferrovia Locarno-Domodossola ("Vigezzina").
La stazione si trova presso l'alpe Dalovio, dal lato opposto della vallata rispetto al paese di Coimo.

## Strutture e impianti
La fermata è dotata di un segnale meccanico (manovra a cura degli utenti) per la richiesta della fermata dei treni.

## Movimento
Al 2024 la fermata non è servita da alcun treno.